# Motomondiale 2021
Il Motomondiale 2021 è stata la settantatreesima edizione del motomondiale.

## Il calendario
Il 18 agosto Dorna comunica l'annullamento del Gran Premio della Malesia a Sepang, con la sostituzione di un nuovo Gran Premio a Misano Adriatico.
| Data         | Gran Premio                                | Circuito                | Vincitore MotoGP  | Vincitore Moto2       | Vincitore Moto3 | Vincitore MotoE    | Resoconto |
| ------------ | ------------------------------------------ | ----------------------- | ----------------- | --------------------- | --------------- | ------------------ | --------- |
| 28 marzo     | GP del Qatar                               | Losail                  | Maverick Viñales  | Sam Lowes             | Jaume Masiá     | -                  | Resoconto |
| 4 aprile     | GP di Doha                                 | Losail                  | Fabio Quartararo  | Sam Lowes             | Pedro Acosta    | -                  | Resoconto |
| 18 aprile    | GP del Portogallo                          | Portimão                | Fabio Quartararo  | Raúl Fernández        | Pedro Acosta    | -                  | Resoconto |
| 2 maggio     | GP di Spagna                               | Jerez de la Frontera    | Jack Miller       | Fabio Di Giannantonio | Pedro Acosta    | Alessandro Zaccone | Resoconto |
| 16 maggio    | GP di Francia                              | Le Mans                 | Jack Miller       | Raúl Fernández        | Sergio García   | Eric Granado       | Resoconto |
| 30 maggio    | GP d'Italia                                | Mugello                 | Fabio Quartararo  | Remy Gardner          | Dennis Foggia   | -                  | Resoconto |
| 6 giugno     | GP di Catalogna                            | Catalogna               | Miguel Oliveira   | Remy Gardner          | Sergio García   | Miquel Pons        | Resoconto |
| 20 giugno    | GP di Germania                             | Sachsenring             | Marc Márquez      | Remy Gardner          | Pedro Acosta    | -                  | Resoconto |
| 27 giugno    | GP d'Olanda                                | Assen                   | Fabio Quartararo  | Raúl Fernández        | Dennis Foggia   | Eric Granado       | Resoconto |
| 8 agosto     | GP di Stiria                               | Spielberg               | Jorge Martin      | Marco Bezzecchi       | Pedro Acosta    | -                  | Resoconto |
| 15 agosto    | GP d'Austria                               | Spielberg               | Brad Binder       | Raúl Fernández        | Sergio García   | Lukas Tulovic      | Resoconto |
| 29 agosto    | GP di Gran Bretagna                        | Silverstone             | Fabio Quartararo  | Remy Gardner          | Romano Fenati   | -                  | Resoconto |
| 12 settembre | GP d'Aragona                               | Aragón                  | Francesco Bagnaia | Raúl Fernández        | Dennis Foggia   | -                  | Resoconto |
| 19 settembre | GP di San Marino e della Riviera di Rimini | Misano Adriatico        | Francesco Bagnaia | Raúl Fernández        | Dennis Foggia   | Jordi Torres       | Resoconto |
| 19 settembre | GP di San Marino e della Riviera di Rimini | Misano Adriatico        | Francesco Bagnaia | Raúl Fernández        | Dennis Foggia   | Matteo Ferrari     | Resoconto |
| 3 ottobre    | GP delle Americhe                          | Circuito delle Americhe | Marc Márquez      | Raúl Fernández        | Izan Guevara    | -                  | Resoconto |
| 24 ottobre   | GP dell'Emilia Romagna                     | Misano Adriatico        | Marc Márquez      | Sam Lowes             | Dennis Foggia   | -                  | Resoconto |
| 7 novembre   | GP dell'Algarve                            | Portimão                | Francesco Bagnaia | Remy Gardner          | Pedro Acosta    | -                  | Resoconto |
| 14 novembre  | GP della Comunità Valenciana               | Valencia                | Francesco Bagnaia | Raúl Fernández        | Xavier Artigas  | -                  | Resoconto |

## Sistema di punteggio e legenda
| Pos.  | 1  | 2  | 3  | 4  | 5  | 6  | 7 | 8 | 9 | 10 | 11 | 12 | 13 | 14 | 15 | 16 > |
| ----- | -- | -- | -- | -- | -- | -- | - | - | - | -- | -- | -- | -- | -- | -- | ---- |
| Punti | 25 | 20 | 16 | 13 | 11 | 10 | 9 | 8 | 7 | 6  | 5  | 4  | 3  | 2  | 1  | 0    |

## Le classi

### MotoGP
Rispetto al 2020, solo il team Suzuki conferma entrambi i piloti, Joan Mir e Álex Rins; Yamaha schiera il confermato Maverick Viñales e Fabio Quartararo, proveniente dal team Petronas Yamaha, con Valentino Rossi che fa il percorso inverso. Ducati non rinnova i contratti ad entrambi i piloti Andrea Dovizioso (che decide di prendersi un anno sabbatico) e Danilo Petrucci (passato al team Tech 3), promuovendo Francesco Bagnaia e Jack Miller nel team ufficiale dal team Pramac. Honda sposta Álex Márquez dal team ufficiale al team LCR Honda, sostituendolo con Pol Espargaró che lascia così KTM. Il posto di quest'ultimo viene preso dal portoghese Miguel Oliveira, mentre Aprilia, dopo la conferma della squalifica di Andrea Iannone per doping, sceglie Lorenzo Savadori come pilota titolare per la stagione, di fianco al confermato Aleix Espargaró.
Tre sono i debuttanti di questa stagione: il campione Moto2 in carica Enea Bastianini e il secondo classificato della stessa classe Luca Marini, in sella alle due Ducati del team Esponsorama, e Jorge Martín, che corre per il team Pramac a fianco del francese Johann Zarco. Dopo il licenziamento da parte di Yamaha, Viñales si trasferisce in Aprilia, ereditando la sella di Lorenzo Savadori, che passa al ruolo di tester per la casa di Noale. Viñales viene a sua volta sostituito prima da Cal Crutchlow, e, a partire dal Gran Premio di San Marino e della Riviera di Rimini, da Franco Morbidelli. La sella lasciata vacante da Morbidelli nel team Petronas viene coperta, dapprima da Garrett Gerloff, Cal Crutchlow e Jake Dixon, a causa di un infortunio per Morbidelli, e per gli ultimi cinque gran premi, da Andrea Dovizioso, che torna a competere nel motomondiale. Da registrarsi anche la partecipazione di Dani Pedrosa al Gran Premio di Stiria 2021 in qualità di wildcard in sella a una KTM. Per Pedrosa si è trattato del ritorno alle competizioni dopo 3 anni dall'ultimo Gran Premio, in Comunità Valenciana, nel 2018.
A vincere il titolo è stato il francese Fabio Quartararo, che lo ha ottenuto matematicamente al termine del Gran Premio dell'Emilia Romagna. Quartararo, primo francese a vincere il titolo in classe regina, è stato anche il pilota col maggior numero di vittorie, cinque, di cui tre nelle prime 6 gare di campionato. Dietro di lui si è classificato Francesco Bagnaia su Ducati, vincitore in quattro occasioni. Terzo classificato il campione in carica Joan Mir, autore di numerosi piazzamenti a podio, senza tuttavia mai ottenere una vittoria.
Oltre a Quartararo e Bagnaia, i più vincenti sono stati Marc Márquez (ritornato dopo il grave infortunio che lo ha costretto a saltare l'intera stagione precedente), che ha ottenuto 3 successi e Jack Miller, vittorioso in due occasioni. Viñales, Oliveira, Martín e Binder, con un successo a testa, si sono aggiudicati la vittoria dei restanti gran premi.
Il titolo costruttori è stato vinto per il secondo anno consecutivo dalla italiana Ducati, che ha preceduto Yamaha e Suzuki. La stessa situazione si è riproposta anche nella classifica riservata ai team, con il team ufficiale Ducati che ha preceduto, quello di Yamaha e Suzuki.
Alla vigilia del Gran Premio di Stiria, Valentino Rossi annuncia il ritiro dalle competizioni al termine della stagione, dopo 26 stagioni nel Motomondiale in cui ha ottenuto 9 titoli mondiali, 115 vittorie e 65 pole position. Al termine della gara finale della stagione a Valencia viene inserito nella MotoGP Hall of Fame. 

#### Classifica piloti (prime 5 posizioni)
| Pos. | Pilota            | Moto   |   |   |     |    |     |     |   |   |     |     |     |    |    |    |     |     |     |   | P.ti |
| ---- | ----------------- | ------ | - | - | --- | -- | --- | --- | - | - | --- | --- | --- | -- | -- | -- | --- | --- | --- | - | ---- |
| 1    | Fabio Quartararo  | Yamaha | 5 | 1 | 1   | 13 | 3   | 1   | 6 | 3 | 1   | 3   | 7   | 1  | 8  | 2  | 2   | 4   | Rit | 5 | 278  |
| 2    | Francesco Bagnaia | Ducati | 3 | 6 | 2   | 2  | 4   | Rit | 7 | 5 | 6   | 11  | 2   | 14 | 1  | 1  | 3   | Rit | 1   | 1 | 252  |
| 3    | Joan Mir          | Suzuki | 4 | 7 | 3   | 5  | Rit | 3   | 4 | 9 | 3   | 2   | 4   | 9  | 3  | 6  | 8   | Rit | 2   | 4 | 208  |
| 4    | Jack Miller       | Ducati | 9 | 9 | Rit | 1  | 1   | 6   | 3 | 6 | Rit | Rit | 11  | 4  | 5  | 5  | 7   | Rit | 3   | 3 | 181  |
| 5    | Johann Zarco      | Ducati | 2 | 2 | Rit | 8  | 2   | 4   | 2 | 8 | 4   | 6   | Rit | 11 | 17 | 12 | Rit | 5   | 5   | 6 | 173  |
| Pos. | Pilota            | Moto   |   |   |     |    |     |     |   |   |     |     |     |    |    |    |     |     |     |   | P.ti |

| Legenda                                                                        | 1º posto        | 2º posto        | 3º posto | A punti      | Senza punti        | Grassetto=Pole position Corsivo=Giro più veloce |
| Legenda                                                                        | Gara non valida | Non qualificato | Ritirato | Squalificato | "-" Dato non disp. | Grassetto=Pole position Corsivo=Giro più veloce |
| Fonte dei dati: motogp.com, racingmemo.free.fr, autosport.com, jumpingjack.nl. |                 |                 |          |              |                    |                                                 |

#### Classifica costruttori (prime tre posizioni)
| Pos | Costruttore |   |   |   |   |     |   |   |   |   |   |   |   |   |   |   |   |    |   | P.ti |
| --- | ----------- | - | - | - | - | --- | - | - | - | - | - | - | - | - | - | - | - | -- | - | ---- |
| 1   | Ducati      | 2 | 2 | 2 | 1 | 1   | 4 | 2 | 5 | 4 | 1 | 2 | 4 | 1 | 1 | 3 | 3 | 1  | 1 | 357  |
| 2   | Yamaha      | 1 | 1 | 1 | 3 | 3   | 1 | 5 | 3 | 1 | 3 | 7 | 1 | 8 | 2 | 2 | 4 | 13 | 5 | 306  |
| 3   | Suzuki      | 4 | 4 | 3 | 5 | Rit | 3 | 4 | 9 | 3 | 2 | 4 | 2 | 3 | 6 | 4 | 6 | 2  | 4 | 240  |
| Pos | Costruttore |   |   |   |   |     |   |   |   |   |   |   |   |   |   |   |   |    |   | P.ti |

#### Classifica squadre (prime tre posizioni)
| Pos. | Squadra               | Piloti            |   |   |     |    |     |     |     |    |     |     |    |    |    |     |    |     |     |     | P.ti |
| ---- | --------------------- | ----------------- | - | - | --- | -- | --- | --- | --- | -- | --- | --- | -- | -- | -- | --- | -- | --- | --- | --- | ---- |
| 1    | Ducati Lenovo         | Jack Miller       | 9 | 9 | Rit | 1  | 1   | 6   | 3   | 6  | Rit | Rit | 11 | 4  | 5  | 5   | 7  | Rit | 3   | 3   | 433  |
| 1    | Ducati Lenovo         | Francesco Bagnaia | 3 | 6 | 2   | 2  | 4   | Rit | 7   | 5  | 6   | 11  | 2  | 14 | 1  | 1   | 3  | Rit | 1   | 1   | 433  |
| 2    | Monster Energy Yamaha | Maverick Viñales  | 1 | 5 | 11  | 7  | 10  | 8   | 5   | 19 | 2   | NC  |    |    |    |     |    |     |     |     | 380  |
| 2    | Monster Energy Yamaha | Cal Crutchlow     |   |   |     |    |     |     |     |    |     |     |    | 17 | 16 |     |    |     |     |     | 380  |
| 2    | Monster Energy Yamaha | Franco Morbidelli |   |   |     |    |     |     |     |    |     |     |    |    |    | 18  | 19 | 14  | 17  | 11  | 380  |
| 2    | Monster Energy Yamaha | Fabio Quartararo  | 5 | 1 | 1   | 13 | 3   | 1   | 6   | 3  | 1   | 3   | 7  | 1  | 8  | 2   | 2  | 4   | Rit | 5   | 380  |
| 3    | Suzuki Ecstar         | Joan Mir          | 4 | 7 | 3   | 5  | Rit | 3   | 4   | 9  | 3   | 2   | 4  | 9  | 3  | 6   | 8  | Rit | 2   | 4   | 307  |
| 3    | Suzuki Ecstar         | Álex Rins         | 6 | 4 | Rit | 20 | Rit | Rit | Inf | 11 | 11  | 7   | 14 | 2  | 12 | Rit | 4  | 6   | 8   | Rit | 307  |
| Pos. | Squadra               | Piloti            |   |   |     |    |     |     |     |    |     |     |    |    |    |     |    |     |     |     | P.ti |

| Legenda                                                                        | 1º posto        | 2º posto        | 3º posto | A punti      | Senza punti        | Grassetto=Pole position Corsivo=Giro più veloce |
| Legenda                                                                        | Gara non valida | Non qualificato | Ritirato | Squalificato | "-" Dato non disp. | Grassetto=Pole position Corsivo=Giro più veloce |
| Fonte dei dati: motogp.com, racingmemo.free.fr, autosport.com, jumpingjack.nl. |                 |                 |          |              |                    |                                                 |

### Moto2
La Moto2 vede un dominio assoluto da parte del team Red Bull KTM Ajo, coi piloti Remy Gardner e Raúl Fernández che si antagonizzano fino all'ultimo round a Valencia. A spuntarla è il pilota australiano, figlio dell'iridato 1987 Wayne Gardner, che diventa il secondo figlio di un campione del mondo a vincere un mondiale dopo Kenny Roberts Junior.
Gardner vince il mondiale nonostante un numero di vittorie minore a quello del compagno rookie Fernández (5 vittorie, contro le 8 dello spagnolo, che supera così il record di vittorie al debutto nella classe precedentemente detenuto da Marc Márquez che si era fermato a 7 nel 2011), ma grazie a una maggiore costanza di risultati. Oltre ai due alfieri del team Ajo, ottengono vittorie anche Sam Lowes (in tre occasioni), Fabio Di Giannantonio e Marco Bezzecchi in una.
Kalex per il secondo anno consecutivo riesce nell'impresa di imporsi in tutti i Gran Premi stagionali, vincendo così il titolo costruttori. Dominato anche il titolo a squadre, vinto dal team Ajo per via delle prestazioni di Gardner e Fernández, davanti al team Marc VDS di Lowes e di Augusto Fernández e allo SKY Racing Team VR46 di Bezzecchi e Celestino Vietti.

#### Classifica piloti (prime 5 posizioni)
| Pos. | Pilota            | Moto  |    |   |     |     |     |     |   |     |   |    |    |     |     |   |     |     |   |    | P.ti |
| ---- | ----------------- | ----- | -- | - | --- | --- | --- | --- | - | --- | - | -- | -- | --- | --- | - | --- | --- | - | -- | ---- |
| 1    | Remy Gardner      | Kalex | 2  | 2 | 3   | 4   | 2   | 1   | 1 | 1   | 2 | 4  | 7  | 1   | 2   | 2 | Rit | 7   | 1 | 10 | 311  |
| 2    | Raúl Fernández    | Kalex | 5  | 3 | 1   | 5   | 1   | 2   | 2 | Rit | 1 | 7  | 1  | Rit | 1   | 1 | 1   | Rit | 2 | 1  | 307  |
| 3    | Marco Bezzecchi   | Kalex | 4  | 4 | 6   | 2   | 3   | 3   | 4 | 3   | 5 | 1  | 10 | 2   | Rit | 5 | 3   | Rit | 8 | 20 | 214  |
| 4    | Sam Lowes         | Kalex | 1  | 1 | Rit | 3   | Rit | Rit | 7 | 5   | 4 | 14 | 4  | 4   | Rit | 4 | Rit | 1   | 3 | 7  | 190  |
| 5    | Augusto Fernández | Kalex | 14 | 6 | 5   | Rit | Rit | Rit | 5 | Rit | 3 | 3  | 3  | 6   | 3   | 6 | 4   | 2   | 9 | 3  | 174  |
| Pos. | Pilota            | Moto  |    |   |     |     |     |     |   |     |   |    |    |     |     |   |     |     |   |    | P.ti |

| Legenda                                                                        | 1º posto        | 2º posto        | 3º posto | A punti      | Senza punti        | Grassetto=Pole position Corsivo=Giro più veloce |
| Legenda                                                                        | Gara non valida | Non qualificato | Ritirato | Squalificato | "-" Dato non disp. | Grassetto=Pole position Corsivo=Giro più veloce |
| Fonte dei dati: motogp.com, racingmemo.free.fr, autosport.com, jumpingjack.nl. |                 |                 |          |              |                    |                                                 |

#### Classifica costruttori (prime tre posizioni)
| Pos | Costruttore |     |    |    |    |    |    |    |     |    |    |    |    |    |    |    |    |    |    | P.ti |
| --- | ----------- | --- | -- | -- | -- | -- | -- | -- | --- | -- | -- | -- | -- | -- | -- | -- | -- | -- | -- | ---- |
| 1   | Kalex       | 1   | 1  | 1  | 1  | 1  | 1  | 1  | 1   | 1  | 1  | 1  | 1  | 1  | 1  | 1  | 1  | 1  | 1  | 450  |
| 2   | Boscoscuro  | 10  | 13 | 2  | 9  | 10 | 11 | 11 | 2   | 7  | 2  | 8  | 3  | 4  | 3  | 11 | 3  | 4  | 5  | 199  |
| 3   | MV Agusta   | Rit | 20 | 14 | 15 | 9  | 19 | 16 | Rit | 21 | 21 | 19 | 22 | 10 | 24 | 13 | 19 | 17 | NP | 19   |
| Pos | Costruttore |     |    |    |    |    |    |    |     |    |    |    |    |    |    |    |    |    |    | P.ti |

#### Classifica squadre (prime tre posizioni)
| Pos. | Squadra              | Piloti            |    |   |     |     |     |     |    |     |    |    |    |     |     |    |     |     |   |    | P.ti |
| ---- | -------------------- | ----------------- | -- | - | --- | --- | --- | --- | -- | --- | -- | -- | -- | --- | --- | -- | --- | --- | - | -- | ---- |
| 1    | Red Bull KTM Ajo     | Raúl Fernández    | 5  | 3 | 1   | 5   | 1   | 2   | 2  | Rit | 1  | 7  | 1  | Rit | 1   | 1  | 1   | Rit | 2 | 1  | 618  |
| 1    | Red Bull KTM Ajo     | Remy Gardner      | 2  | 2 | 3   | 4   | 2   | 1   | 1  | 1   | 2  | 4  | 7  | 1   | 2   | 2  | Rit | 7   | 1 | 10 | 618  |
| 2    | Elf Marc VDS Racing  | Sam Lowes         | 1  | 1 | Rit | 3   | Rit | Rit | 7  | 5   | 4  | 14 | 4  | 4   | Rit | 4  | Rit | 1   | 3 | 7  | 364  |
| 2    | Elf Marc VDS Racing  | Augusto Fernández | 14 | 6 | 5   | Rit | Rit | Rit | 5  | Rit | 3  | 3  | 3  | 6   | 3   | 6  | 4   | 2   | 9 | 3  | 364  |
| 3    | SKY Racing Team VR46 | Celestino Vietti  | 12 | 7 | Rit | 18  | 19  | 16  | 14 | 15  | 10 | 6  | 6  | 12  | 15  | 10 | Rit | 4   | 6 | 4  | 303  |
| 3    | SKY Racing Team VR46 | Marco Bezzecchi   | 4  | 4 | 6   | 2   | 3   | 3   | 4  | 3   | 5  | 1  | 10 | 2   | Rit | 5  | 3   | Rit | 8 | 20 | 303  |
| Pos. | Squadra              | Piloti            |    |   |     |     |     |     |    |     |    |    |    |     |     |    |     |     |   |    | P.ti |

| Legenda                                                                        | 1º posto        | 2º posto        | 3º posto | A punti      | Senza punti        | Grassetto=Pole position Corsivo=Giro più veloce |
| Legenda                                                                        | Gara non valida | Non qualificato | Ritirato | Squalificato | "-" Dato non disp. | Grassetto=Pole position Corsivo=Giro più veloce |
| Fonte dei dati: motogp.com, racingmemo.free.fr, autosport.com, jumpingjack.nl. |                 |                 |          |              |                    |                                                 |

### Moto3
Nella classe Moto3 è il debuttante Pedro Acosta ad aggiudicarsi il titolo che, dopo un avvio di campionato con un secondo posto e tre vittorie consecutive nelle prime quattro gare del campionato, riesce ad ipotecare il mondiale; a nulla serve la rimonta di Dennis Foggia, autore di sei podi consecutivi tra il Gran Premio d'Austria e il Gran Premio dell'Emilia Romagna, che viene però fermato da una controversa manovra di Darryn Binder al Gran Premio dell'Algarve. Il titolo di Acosta, diventato il secondo pilota più giovane di sempre a ottenere il mondiale dopo Loris Capirossi, è significativo anche per il team Red Bull KTM Ajo per il quale corre: per la seconda volta, dopo il 2016, entrambi i campioni del mondo delle classi Moto2 e Moto3 corrono per la struttura di Aki Ajo (nel 2016 furono Johann Zarco e Brad Binder).
Degna di nota è la prima vittoria ottenuta da Acosta al Gran Premio di Doha: partito dalla pitlane per una penalità, riesce a rimontare il gruppo partito prima di lui e a vincere la gara.
Acosta è stato il pilota più vincente della stagione, con sei successi; i suoi avversari diretti per il mondiale, cioè Foggia e Sergio García, ne hanno ottenute rispettivamente cinque e tre. Le altre vittorie sono state appannaggio di Jaume Masiá, Romano Fenati, Izan Guevara e Xavier Artigas (questi ultimi due al debutto nel motomondiale come Acosta).
KTM torna al successo nella graduatoria costruttori dopo un digiuno durato cinque anni, davanti a Honda e a Gas Gas, completando l'opera con il titolo a squadre ottenuto dal team Ajo grazie ai risultati di Acosta e Masià.
La stagione è stata costernata da un incidente mortale: nelle qualifiche del Gran Premio d'Italia, il pilota svizzero Jason Dupasquier finisce a terra, venendo successivamente investito da Jeremy Alcoba e Ayumu Sasaki; trasportato d'urgenza all'ospedale Careggi, riporta traumi toracici e un gravissimo trauma cranico, che porta alla sua morte la mattina seguente. Prima di Dupasquier, l'ultima vittima a seguito di incidente nel motomondiale era stato Luis Salom, deceduto nel 2016.

#### Classifica piloti (prime 5 posizioni)
| Pos. | Pilota        | Moto      |     |    |   |     |     |   |     |     |    |    |   |    |     |     |    |     |     |     | P.ti |
| ---- | ------------- | --------- | --- | -- | - | --- | --- | - | --- | --- | -- | -- | - | -- | --- | --- | -- | --- | --- | --- | ---- |
| 1    | Pedro Acosta  | KTM       | 2   | 1  | 1 | 1   | 8   | 8 | 7   | 1   | 4  | 1  | 4 | 11 | Rit | 7   | 8  | 3   | 1   | Rit | 259  |
| 2    | Dennis Foggia | Honda     | Rit | 17 | 2 | Rit | 18  | 1 | Rit | 3   | 1  | 22 | 3 | 3  | 1   | 1   | 2  | 1   | Rit | 13  | 216  |
| 3    | Sergio García | Gas Gas   | 4   | 23 | 8 | 13  | 1   | 9 | 1   | 7   | 2  | 2  | 1 | 16 | 18  | 4   | NP | Inf | Rit | 2   | 188  |
| 4    | Jaume Masiá   | KTM       | 1   | 9  | 9 | 21  | Rit | 2 | 4   | Rit | 20 | 4  | 6 | 6  | 10  | 5   | 4  | 2   | 19  | 3   | 171  |
| 5    | Romano Fenati | Husqvarna | 11  | 10 | 7 | 2   | 10  | 6 | 11  | 13  | 3  | 3  | 5 | 1  | 14  | Rit | 12 | 7   | 7   | 12  | 160  |
| Pos. | Pilota        | Moto      |     |    |   |     |     |   |     |     |    |    |   |    |     |     |    |     |     |     | P.ti |

| Legenda                                                                        | 1º posto        | 2º posto        | 3º posto | A punti      | Senza punti        | Grassetto=Pole position Corsivo=Giro più veloce |
| Legenda                                                                        | Gara non valida | Non qualificato | Ritirato | Squalificato | "-" Dato non disp. | Grassetto=Pole position Corsivo=Giro più veloce |
| Fonte dei dati: motogp.com, racingmemo.free.fr, autosport.com, jumpingjack.nl. |                 |                 |          |              |                    |                                                 |

#### Classifica costruttori (prime tre posizioni)
| Pos | Costruttore |   |   |   |    |   |   |   |   |   |   |   |   |   |   |   |    |   |   | P.ti |
| --- | ----------- | - | - | - | -- | - | - | - | - | - | - | - | - | - | - | - | -- | - | - | ---- |
| 1   | KTM         | 1 | 1 | 1 | 1  | 3 | 2 | 3 | 1 | 4 | 1 | 2 | 2 | 2 | 2 | 4 | 2  | 1 | 3 | 369  |
| 2   | Honda       | 3 | 2 | 2 | 3  | 2 | 1 | 2 | 3 | 1 | 6 | 3 | 3 | 1 | 1 | 2 | 1  | 2 | 1 | 350  |
| 3   | Gas Gas     | 4 | 6 | 8 | 11 | 1 | 9 | 1 | 7 | 2 | 2 | 1 | 4 | 4 | 4 | 1 | 12 | 5 | 2 | 266  |
| Pos | Costruttore |   |   |   |    |   |   |   |   |   |   |   |   |   |   |   |    |   |   | P.ti |

#### Classifica squadre (prime tre posizioni)
| Pos. | Squadra          | Piloti         |     |     |     |     |     |    |     |     |    |    |    |    |     |     |    |     |     |     | P.ti |
| ---- | ---------------- | -------------- | --- | --- | --- | --- | --- | -- | --- | --- | -- | -- | -- | -- | --- | --- | -- | --- | --- | --- | ---- |
| 1    | Red Bull KTM Ajo | Jaume Masiá    | 1   | 9   | 9   | 21  | Rit | 2  | 4   | Rit | 20 | 4  | 6  | 6  | 10  | 5   | 4  | 2   | 19  | 3   | 430  |
| 1    | Red Bull KTM Ajo | Pedro Acosta   | 2   | 1   | 1   | 1   | 8   | 8  | 7   | 1   | 4  | 1  | 4  | 11 | Rit | 7   | 8  | 3   | 1   | Rit | 430  |
| 2    | GasGas Aspar     | Sergio García  | 4   | 23  | 8   | 13  | 1   | 9  | 1   | 7   | 2  | 2  | 1  | 16 | 18  | 4   | NP | Inf | Rit | 2   | 313  |
| 2    | GasGas Aspar     | David Alonso   |     |     |     |     |     |    |     |     |    |    |    |    |     |     |    | 22  |     |     | 313  |
| 2    | GasGas Aspar     | Izan Guevara   | 7   | 6   | Rit | 11  | 14  | 17 | Rit | 10  | 12 | 14 | 8  | 4  | 4   | 12  | 1  | 12  | 5   | 7   | 313  |
| 3    | Leopard Racing   | Dennis Foggia  | Rit | 17  | 2   | Rit | 18  | 1  | Rit | 3   | 1  | 22 | 3  | 3  | 1   | 1   | 2  | 1   | Rit | 13  | 288  |
| 3    | Leopard Racing   | Xavier Artigas | Rit | Rit | Rit | 9   | 7   | 16 | Rit | 9   | 9  | NP | NP | 18 | Rit | Rit | 14 | 9   | 8   | 1   | 288  |
| Pos. | Squadra          | Piloti         |     |     |     |     |     |    |     |     |    |    |    |    |     |     |    |     |     |     | P.ti |

| Legenda                                                                        | 1º posto        | 2º posto        | 3º posto | A punti      | Senza punti        | Grassetto=Pole position Corsivo=Giro più veloce |
| Legenda                                                                        | Gara non valida | Non qualificato | Ritirato | Squalificato | "-" Dato non disp. | Grassetto=Pole position Corsivo=Giro più veloce |
| Fonte dei dati: motogp.com, racingmemo.free.fr, autosport.com, jumpingjack.nl. |                 |                 |          |              |                    |                                                 |

### MotoE
la terza edizione della Coppa del mondo di MotoE si disputa nuovamente su un totale di sette gare. Alessandro Zaccone, vincendo la prova inaugurale a Jerez si porta al comando della classifica. Mantiene questa posizione fino all'ultimo evento di Misano laddove rimane vittima di un grave incidente non potendo così prendere parte a gara due. Ne approfitta il campione uscente Jordi Torres che, complice anche la penalità comminata a Dominique Aegerter, nuovamente grazie alla costanza dei piazzamenti rivince la Coppa del mondo.

#### Classifica piloti (prime 5 posizioni)
| Pos. | Pilota             |    |   |     |    |   |     |     | P.ti |
| ---- | ------------------ | -- | - | --- | -- | - | --- | --- | ---- |
| 1    | Jordi Torres       | 3  | 5 | 3   | 2  | 7 | 1   | 13  | 100  |
| 2    | Dominique Aegerter | 2  | 4 | 2   | 18 | 3 | 2   | 12  | 93   |
| 3    | Matteo Ferrari     | 6  | 8 | 7   | 4  | 8 | 4   | 1   | 86   |
| 4    | Eric Granado       | 13 | 1 | Rit | 1  | 2 | Rit | 5   | 84   |
| 5    | Alessandro Zaccone | 1  | 3 | 4   | 3  | 6 | Rit | Inf | 80   |
| Pos. | Pilota             |    |   |     |    |   |     |     | P.ti |

| Legenda | 1º posto        | 2º posto            | 3º posto           | A punti      | Senza punti        | Grassetto – Pole position Corsivo – Giro più veloce |
| Legenda | Gara non valida | Non qual./Non part. | Ritirato/Non class | Squalificato | '-' Dato non disp. | Grassetto – Pole position Corsivo – Giro più veloce |